# Güibale
Güibale es un corregimiento del distrito de Ñürüm en la comarca Ngäbe-Buglé, República de Panamá. La localidad tiene 1.098 habitantes (2010).